# Голстейн (Айова)
Голстейн (англ. Holstein) — місто (англ. city) в США, в окрузі Іда штату Айова. Населення — 1501 особа (2020).

## Географія
Голстейн розташований за координатами 42°29′18″ пн. ш. 95°32′34″ зх. д. / 42.48833° пн. ш. 95.54278° зх. д. (42.488336, -95.542882).  За даними Бюро перепису населення США в 2010 році місто мало площу 3,88 км², з яких 3,86 км² — суходіл та 0,02 км² — водойми. В 2017 році площа становила 4,10 км², з яких 4,08 км² — суходіл та 0,02 км² — водойми.

## Демографія
Згідно з переписом 2010 року, у місті мешкало 1396 осіб у 616 домогосподарствах у складі 354 родин. Густота населення становила 360 осіб/км².  Було 674 помешкання (174/км²).
Расовий склад населення:
| - 97,7 % — білих - 0,2 % — корінних американців - 0,1 % — чорних або афроамериканців - 0,1 % — азіатів |

До двох чи більше рас належало 1,1 %. Частка іспаномовних становила 2,0 % від усіх жителів.
За віковим діапазоном населення розподілялося таким чином: 23,5 % — особи молодші 18 років, 52,8 % — особи у віці 18—64 років, 23,7 % — особи у віці 65 років та старші. Медіана віку мешканця становила 44,1 року. На 100 осіб жіночої статі у місті припадало 96,3 чоловіків;  на 100 жінок у віці від 18 років та старших — 91,7 чоловіків також старших 18 років.
Середній дохід на одне домашнє господарство  становив 65 313 долари США (медіана — 47 708), а середній дохід на одну сім'ю — 85 316 доларів (медіана — 69 167). Медіана доходів становила 41 463 долари для чоловіків та 27 857 доларів для жінок. За межею бідності перебувало 6,3 % осіб, у тому числі 3,3 % дітей у віці до 18 років та 3,7 % осіб у віці 65 років та старших.
Цивільне працевлаштоване населення становило 781 осіб. Основні галузі зайнятості: виробництво — 31,8 %, освіта, охорона здоров'я та соціальна допомога — 26,2 %, роздрібна торгівля — 9,6 %, транспорт — 4,6 %.